# Tsjechische literatuur
Tsjechische literatuur: literatuur van Tsjechische origine. 
Door de dominantie van het Duits en talen van andere volkeren in Tsjechië is de Tsjechische literatuur beperkter dan men zou verwachten, zeker aangezien in het land zelf het geschreven woord veel populariteit geniet en de bekende schrijver Václav Havel er president werd.
Franz Kafka, de bekendste Tsjechische schrijver, schreef in het Duits, en kan met evenveel recht als Oostenrijks of Duits schrijver worden beschouwd. Bovendien was hij joods en behoorde hij dus tot een van de etnische minderheden in Tsjechië. Milan Kundera woont in Frankrijk en schrijft sinds 1989 in het Frans.
Tegenwoordig schrijven in Tsjechië woonachtige schrijvers over het algemeen in het Tsjechisch.
Van de volgende Tsjechische auteurs is werk in het Nederlands vertaald:
- Tereza Boučková
- Zuzana Brabcová
- De broers Karel Čapek en Josef Čapek
- Jaroslav Hašek (Osudy dobrého vojáka Švejka, Nederlandse vertaling: De lotgevallen van de brave soldaat Švejk)
- Jaroslav Rudiš
- Václav Havel
- Iva Hercíková
- Daniela Hodrová
- Bohumil Hrabal
- Petra Hůlová
- Franz Kafka
- Ivan Klíma
- Ladislav Klíma
- Milan Kundera (Nesnesitelná lehkost bytí, Nederlandse vertaling: De ondraaglijke lichtheid van het bestaan)
- Božena Němcová (Babička, Nederlandse vertaling: Grootmoeder)
- Patrik Ouředník (Europeana, Gunstig ogenblik)
- Jaroslav Putík
- Jaroslav Seifert
- Michal Šanda
- Jáchym Topol (Kloktat dehet, Nederlandse vertaling: Spoelen met teerzeep)
- Miloš Urban
- Ludvík Vaculík
- Michal Viewegh